# 高松市立弦打小学校
高松市立弦打小学校（たかまつしりつ つるうちしょうがっこう）は、香川県高松市鶴市町にある市立小学校。

## 概要
高松市の北西部、弦打地区に位置する小学校である。

## 学校データ
- 児童数：550人（2011年度[1]）
- 児童愛称：

学校施設（2010年5月1日時点）
- 普通教室：21教室
- 特別教室：10教室
- 校舎面積：4956m2
- 体育館面積：1050m2

服装規定
- 制服：あり（通年必用）
- 防寒着：不明

## 歴史

### 年表
- 1892年（明治25年）7月11日 - 弦打村立弦打尋常小学校として設立。
- 1912年（明治45年）4月1日 - 高等科を設置。弦打村立弦打尋常高等小学校と改称。
- 1941年（昭和16年）4月1日 - 弦打村立弦打国民学校と改称。
- 1947年（昭和22年）4月1日 - 弦打村立弦打小学校と改称。
- 1956年（昭和31年）9月30日 - 高松市立弦打小学校と改称。
- 1963年（昭和38年）8月31日 - プール竣工。
- 2004年（平成16年）4月1日 - 高松市立小中学校全校で3学期制を廃して2学期制を導入。
- 2013年（平成25年）4月1日 - 高松市立小中学校全校で3学期制に移行。

### 全校児童数の推移
弦打小学校の児童数は横ばいか微増傾向にある。
- 1999年度：500人
- 2000年度：482人（-18人）
- 2001年度：485人（+3人）
- 2002年度：476人（-9人）
- 2003年度：510人（+34人）
- 2004年度：527人（+17人）
- 2005年度：546人（+19人）
- 2006年度：545人（-1人）
- 2007年度：549人（+4人）
- 2008年度：563人（+14人）
- 2009年度：542人（-21人）
- 2010年度：537人（-5人）
- 2011年度：550人（+13人）

## 教育目標
国際社会の一員として、自ら考え実行できる心豊かな子どもの育成
児童像
- 感性豊かな子
- よく考える子
- やりぬく子
- 助け合う子

## 通学区域
通学区域は高松市弦打地区のほぼ全域並びに香西地区の一部。
- 高松市
  - 郷東町
  - 鶴市町（亀阜小学校区を除く）
  - 飯田町
  - 香西東町598番地

## 進学先中学校
- 高松市立勝賀中学校

## 校区内の主な施設
- 香川県道16号高松王越坂出線 （さぬき浜街道）
- 香川県警察本部運転免許センター
- 香川県警察学校
- 高松市上下水道局御殿浄水場
- ミラクルタウン
- マルナカ郷東店
- マルヨシセンター鶴市店
- 生活協同組合コープかがわ中部共同購入センター
- ヤマダ電機高松鶴市店

## 交通
- JR予讃線鬼無駅より徒歩15分（1.3km）
- JR予讃線香西駅より徒歩19分（1.6km）